# Salzhemmendorf
Salzhemmendorf är en kommun och ort i Landkreis Hameln-Pyrmont i förbundslandet Niedersachsen i Tyskland.
De tidigare kommunerna  Ahrenfeld, Hemmendorf, Lauenstein, Levedagsen, Ockensen, Oldendorf, Osterwald, Thüste och Wallensen uppgick i Salzhemmendorf  1 januari 1973.